# الناجية (الحديدة)

تعديل مصدري - تعديل

الناجيه هي إحدى قرى مديرية باجل، التابعة لمحافظة الحديدة اليمنية، بلغ تعداد سكانها 5956 نسمة حسب الإحصاء الذي أجري عام 2004.